# Yordi Vílchez
Yordi Eduardo Vílchez Cienfuegos (San Juan de Bigote, Perú, 13 de febrero de 1995) es un futbolista peruano. Juega como defensa central y su equipo actual es el Alianza Atlético de la Liga 1 del Perú.

## Trayectoria
A los 15 años, Vílchez jugó la Copa Perú en el Atlético Grau de Piura con el profesor José Ramírez Cubas. Luego estuvo en la selección sub-17 durante 3 meses, pasando por Esther Grande de Bentín hasta llegar a Chiclayo para enrolarse a las filas de Los Caimanes, equipo con el que llegó a la etapa de semifinales de la Copa Perú 2011. En 2012 pasó a Carlos A. Mannucci, llegando a portar la cinta de capitán con 17 años de edad.

### Juan Aurich
Tras un paso por las divisiones menores de Sporting Cristal, en 2014 llega al Juan Aurich, para afrontar su primera temporada en el fútbol profesional. El 13 de octubre de 2014 debutó jugando como titular en el triunfo por 1-0 sobre Cienciano del Cusco y posteriormente disputó dos encuentros más saliendo subcampeón del Campeonato Descentralizado 2014. Poco a poco se fue asentando en la zaga tomando el lugar de Christian Ramos hasta que el 21 de octubre de 2015 marcó su primer tanto como profesional en el empate 2-2 con Universitario de Deportes. Aunque se ganó el titularato en el club de Chiclayo, en la temporada 2017 terminaron descendiendo de categoría.

### Deportivo Municipal
En diciembre de 2017, Vílchez se convirtió en nuevo jugador del Deportivo Municipal, llegando como refuerzo para la temporada 2018 bajo la dirección de Víctor Rivera. Hizo su debut el 18 de febrero de 2018 en la goleada por 3-0 sobre Cantolao y el 6 de junio anotó su primer gol con el club en la derrota por 3 a 1 ante Alianza Lima.
Con 23 años, Vílchez se consolidó en la zaga central de Municipal jugando 37 partidos y anotando 4 goles en su primera campaña, siendo uno de los más regulares del equipo, razón por la cual en noviembre de 2018 renovó con el 'Muni'.

### Cusco F. C.
El 18 de enero de 2020 se convirtió en nuevo jugador del Cusco F. C., ex Real Garcilaso, haciendo su debut en la segunda jornada del Torneo Apertura 2020, jugando como titular en la derrota por 3-2 ante Sporting Cristal. El 13 de febrero marcó su primer gol en el club, abriendo la cuenta en el triunfo por 2-0 sobre Audax Italiano de Chile por la primera ronda de la Copa Sudamericana 2020.

### Alianza Lima
El 5 de enero del 2021 es confirmado como el primer refuerzo de Alianza Lima para afrontar la Liga 1. En el Torneo Apertura a no tuvo participación, pero en el Clausura fue vital en la zaga central junto a Jefferson Portales para conseguir ganarlo y posteriormente ganar la Liga 1 ante Sporting Cristal tras dos partidos de play-off. Debido a su buen rendimiento, se le renovó por la temporada 2022, donde siguió manteniendo un buen nivel en el campeonato peruano y pese a la discreta participación de su club en la Copa Libertadores, fue uno de los pocos jugadores rescatables de ese plantel en dicho torneo internacional. 

## Selección nacional
Ha integrado la selección de fútbol de Perú en las categorías sub-17 y sub-22, con la cual participó en el torneo masculino de fútbol de los Juegos Panamericanos de 2015. Fue titular durante el campeonato jugando los tres partidos en la fase de grupos.

### Participación en Juegos Panamericanos
| Torneo                       | Sede   | Resultado    | Partidos | Goles |
| ---------------------------- | ------ | ------------ | -------- | ----- |
| Juegos Panamericanos de 2015 | Canadá | Primera fase | 3        | 0     |

## Estadísticas

### Clubes
Actualizado al 28 de octubre de 2024.
| Juan Aurich · Perú | 1.ª           | 2014          | 3   | 0 | 0 | 0 | —  | — | 3   | 0 |
| Juan Aurich · Perú | 1.ª           | 2015          | 21  | 1 | 5 | 0 | 2  | 0 | 28  | 1 |
| Juan Aurich · Perú | 1.ª           | 2016          | 34  | 0 | — | — | —  | — | 34  | 0 |
| Juan Aurich · Perú | 1.ª           | 2017          | 40  | 0 | — | — | 2  | 0 | 42  | 0 |
| Juan Aurich · Perú | Total club    | Total club    | 98  | 1 | 5 | 0 | 4  | 0 | 107 | 1 |
| Deportivo Municipal · Perú | 1.ª           | 2018          | 37  | 4 | — | — | —  | — | 37  | 4 |
| Deportivo Municipal · Perú | 1.ª           | 2019          | 30  | 0 | 0 | 0 | 2  | 0 | 32  | 0 |
| Deportivo Municipal · Perú | Total club    | Total club    | 67  | 4 | 0 | 0 | 2  | 0 | 69  | 4 |
| Cusco F. C. · Perú | 1.ª           | 2020          | 8   | 1 | — | — | 2  | 1 | 10  | 2 |
| Cusco F. C. · Perú | Total club    | Total club    | 8   | 1 | 0 | 0 | 2  | 1 | 10  | 2 |
| Alianza Lima · Perú | 1.ª           | 2021          | 17  | 0 | 0 | 0 | —  | — | 17  | 0 |
| Alianza Lima · Perú | 1.ª           | 2022          | 34  | 1 | — | — | 6  | 0 | 40  | 1 |
| Alianza Lima · Perú | 1.ª           | 2023          | 24  | 0 | — | — | 3  | 1 | 27  | 1 |
| Alianza Lima · Perú | 1.ª           | 2024          | 1   | 0 | — | — | 1  | 0 | 2   | 0 |
| Alianza Lima · Perú | Total club    | Total club    | 76  | 1 | 0 | 0 | 10 | 1 | 86  | 2 |
| ADT · Perú | 1.ª           | 2024          | 13  | 0 | — | — | —  | — | 13  | 0 |
| ADT · Perú | Total club    | Total club    | 13  | 0 | 0 | 0 | 0  | 0 | 13  | 0 |
| Alianza Atlético · Perú | 1.ª           | 2025          | 0   | 0 | — | — | —  | — | 0   | 0 |
| Alianza Atlético · Perú | Total club    | Total club    | 0   | 0 | 0 | 0 | 0  | 0 | 0   | 0 |
| Total carrera | Total carrera | Total carrera | 262 | 7 | 5 | 0 | 18 | 2 | 285 | 9 |
| (1)Incluye datos del Torneo del Inca 2015 y la Copa Bicentenario 2019. (2)Incluye datos de la Copa Libertadores de América (Copa Libertadores 2015 y 2022) y la Copa Sudamericana (2017, 2019 y 2020). |               |               |     |   |   |   |    |   |     |   |

## Palmarés

### Torneos nacionales
| Título                    | Club         | País | Año  |
| ------------------------- | ------------ | ---- | ---- |
| Primera División del Perú | Alianza Lima | Perú | 2021 |
| Primera División del Perú | Alianza Lima | Perú | 2022 |

### Torneos cortos
| Título          | Club         | País | Año  |
| --------------- | ------------ | ---- | ---- |
| Torneo Apertura | Juan Aurich  | Perú | 2014 |
| Torneo Clausura | Alianza Lima | Perú | 2021 |
| Torneo Clausura | Alianza Lima | Perú | 2022 |
| Torneo Apertura | Alianza Lima | Perú | 2023 |

### Campeonatos regionales
- 1 Etapa Regional - Región I: 2011
- 1 Liga Departamental de Lambayeque: 2011
- 1 Liga Departamental de La Libertad: 2012
- 1 Liga Superior de Lambayeque: 2011

### Distinciones individuales
- Preseleccionado como defensa en el mejor once del Campeonato Descentralizado según la SAFAP: 2018[9]